# Simulium paranense
Simulium paranense es una especie de insecto del género Simulium, familia Simuliidae, orden Diptera.
Fue descrita científicamente por Schrottky, 1909.